# Mögsjön (Karlskoga socken, Värmland, 657610-143519)
Mögsjön är en sjö i Karlskoga kommun i Värmland och ingår i Göta älvs huvudavrinningsområde. Sjön har en area på 0,191 kvadratkilometer och ligger 162,9 meter över havet.

## Delavrinningsområde
Mögsjön ingår i det delavrinningsområde (657450-143459) som SMHI kallar för Utloppet av Våtsjön. Medelhöjden är 156 meter över havet och ytan är 18,2 kvadratkilometer. Räknas de 6 avrinningsområdena uppströms in blir den ackumulerade arean 85,6 kvadratkilometer. Valån (Kärmälven) som avvattnar avrinningsområdet har biflödesordning 3, vilket innebär att vattnet flödar genom totalt 3 vattendrag innan det når havet efter 291 kilometer. Avrinningsområdet består mestadels av skog (77 procent). Avrinningsområdet har 3,29 kvadratkilometer vattenytor vilket ger det en sjöprocent på 18,1 procent.